# 滝 (印西市)
滝（たき）は、千葉県印西市の大字。郵便番号270-2328。

## 地理
北は平岡、小林、北東は物木、東は笠神、南東は中根、南は竜腹寺、滝野、南西は牧の原、草深、西は宗甫、牧の台、北西は竹袋、別所に隣接している。

## 世帯数と人口
2017年（平成29年）10月31日現在の世帯数と人口は以下の通りである。
| 大字 | 世帯数  | 人口  |
| ---- | ------- | ----- |
| 滝   | 121世帯 | 285人 |

## 小・中学校の学区
市立小・中学校に通う場合、学区は以下の通りとなる。
| 番地 | 小学校             | 中学校             |
| ---- | ------------------ | ------------------ |
| 全域 | 印西市立本埜小学校 | 印西市立本埜中学校 |

## 施設
- 瀧水寺 – 天台宗
  - 醫王殿薬師堂
  - 滝白山神社
- 滝青年館

## 交通

### 道路
- 主要地方道
  - 千葉県道64号千葉臼井印西線